# 兰尼米德

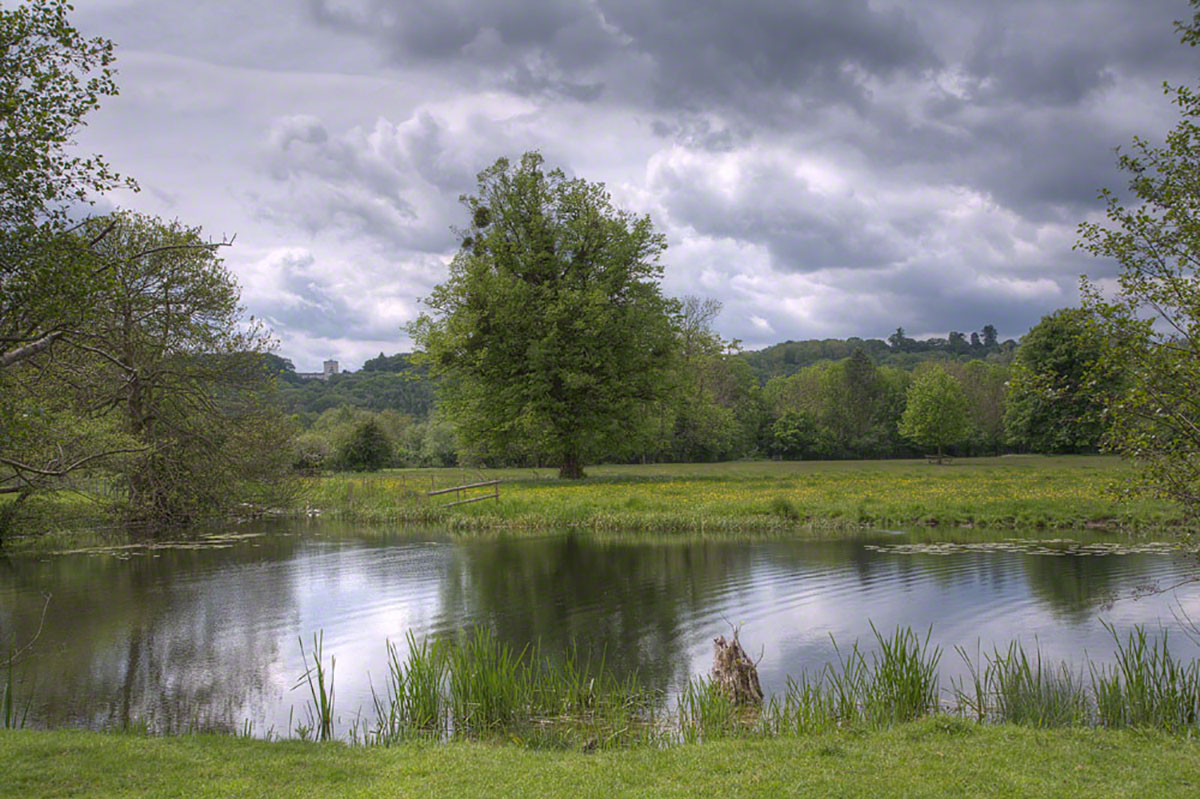
從大憲章島眺望蘭尼米德

兰尼米德（英語：Runnymede）是英国萨里郡泰晤士河沿岸的一片水草地，距伦敦市中心以西仅20英里（32公里）。1215年英格兰国王约翰在此地与贵族订立《大宪章》。毗邻的山坡上有纪念地。